# اوگنی الکسیویچ گوروف
اوگنی الکسیویچ گوروف (۲۱ ژانویه ۱۸۹۷–۳۱ دسامبر ۱۹۸۷ (۹۰ سالگی)) بازیگر و کارگردان اهل اتحاد جماهیر شوروی بود. وی در فیلم ابوریحان بیرونی (فیلم) به عنوان بازیگر حضور داشته‌است.